# Аллендорф (Рейн-Лан)
Аллендорф (нім. Allendorf) — громада в Німеччині, розташована в землі Рейнланд-Пфальц. Входить до складу району Рейн-Лан. Складова частина об'єднання громад Катценельнбоген.
Площа — 3,03 км2. Населення становить 611 ос. (станом на 31 грудня 2020).